# Bandera de Tasmània

Insígnia de Tasmània.

La bandera de Tasmània es basa en el pavelló blau britànic que carrega al vol la insígnia de l'estat. Aquesta està formada per una rodella de color blanc amb un lleó passant vermell fimbriat de negre dins. Es va adoptar oficialment el 3 de desembre de 1975, encara que es venia utilitzant des del 1876 després d'una proclamació del governador colonial de Tasmània Sir Frederick Weld el 25 de setembre de 1876 publicada per primer cop a la Tasmanian Gazette el mateix dia. La proclamació del governador esmentava tres banderes oficials, la bandera del governador, un pavelló pels vaixells del govern de Tasmània i una bandera mercant de Tasmània.
No hi ha cap registre oficial del motiu de l'ús del lleó. Els lleons han ocupat un lloc destacat a l'heràldica europea durant segles, pel que se suposa el lleó simbolitza la lleialtat de la colònia a la Gran Bretanya.

## Disseny
La bandera de Tasmània no està protegida per cap llei estatal o federal. Com a resultat, no hi ha cap requisit oficial per a la seva construcció. Tanmateix, la tradició estipula que:
- La Union Jack ocupa el quarter superior esquerre al costat del pal;
- El vol ha de ser totalment blau marí, d'acord amb el pavelló blau britànic;
- La insígnia de l'Estat s'ha de situar amb el seu centre a mig camí entre la vora del pal i l'extrem del vol, i a un terç de la distància des de la part inferior de la bandera.

El seu disseny, similar a les banderes dels altres cinc estats australians, que també utilitzen el pavelló blau britànic amb les seves respectives insígnies estatals. Quan oneja juntament amb la bandera nacional i la resta de banderes estatals, és la setena en l'ordre. Això és indicatiu de la seva posició dins l'escut d'Austràlia.

### Colors
L'esquema de colors, a falta d'una reglamentació oficial, segueix els de la bandera nacional australiana.
| Model de color | Blau marí  | Vermell     | Blanc         | Negre     |
| -------------- | ---------- | ----------- | ------------- | --------- |
| Pantone        | 280 C      | 185 C       | Blanc         | Black 6 C |
| RGB            | 1, 33, 105 | 228, 0, 43  | 255, 255, 255 | 0, 0, 0   |
| CMYK           | 99-69-0-59 | 0-100-81-11 | 0-0-0-0       | 0-0-0-100 |
| RAL            | 5026       | 3026        | NA            | 9005      |
| HTML           | #012169    | #E4002B     | #FFFFFF       | #000000   |

## Història
Després de l'establiment de la possessió sobirana britànica de les terres de Tasmània. La colònia va rebre l'autogovern el 1856, però la colònia no va rebre la seva pròpia bandera fins que la reina Victòria va proposar per primera vegada el 7 d'agost de 1869 que la colònia de Tasmània (i les altres colònies australianes) adoptés una bandera de la Unió carregada amb la insígnia de l'estat. Abans de l'adopció oficial d'una bandera local, ocasionalment s'utilitzava una insígnia comercial no oficial anomenada ensenya de la Terra de Van Diemen (nom pel que era coneguda Tàsmània en l'època).
El 1869, la bandera de Tasmània va aparèixer per primera vegada com a bandera del governador de Tasmània, d'acord amb una ordre de la reina Victòria. El 9 de novembre de 1875, festa d'aniversari del príncep de Gal·les, es va hissar una nova bandera de Tasmània amb la Union Jack, una creu blanca i una Creu del Sud d'estrelles blanques col·locades per sobre i per sota del braç horitzontal de la creu. En poques setmanes van arribar notícies que aquest disseny no complia les regles de l'Almirallat Britànic. El governador Sir Frederick Weld va proclamar la bandera del governador de 1869 com a bandera de Tasmània el setembre de 1876. No obstant això, no va ser reconeguda oficialment per l'estat fins al 1975 quan va ser proclamada pel governador i avalada pel primer ministre.

Bandera mercantil no oficial de Van Diemen's Land anterior a 1875.
Bandera de novembre de 1875.

## Propostes
S'ha suggerit que la bandera de l'estat de Tasmània no és representativa de l'illa, i així el 1987 Robert Brown, cap del Partit verd australià, va suggerir que el lleó fos substituït per un exemplar de Tilacínid, el que va portar a l'aprovació d'una moció el 1997 perquè no es canviés la bandera excepte per referèndum o plebiscit.
El 8 de juny de 2020, el lloc web de notícies en línia Tasmanian Times va engegar un concurs públic demanant dissenys per substituir la bandera existent per una de nova.

Proposta amb la silueta d'una flor d'Eucryphia.
Proposta de Brendan Jones.

## Altres banderes

Estendard del Governador de novembre de 1875.
Estendard del Governador (1876-1977)
Estendard del Governador (avui dia)